# Adéla Holubová (Radsportlerin)
Adéla Holubová (* 27. August 2002 in Pilsen) ist eine tschechische Cross-Country-Mountainbikerin.

## Sportlicher Werdegang
Holubová nahm Mountainbikesport mit 10 Jahren auf. Als Juniorin gewann sie 2019 die tschechischen Meisterschaften im Cross-Country XCO. Von 2021 bis 2023 wiederholte sie diesen Erfolg dreimal in Folge in der U23, wobei sie 2023 vor Jitka Čábelická ins Ziel kam. Da Elite und U23 getrennt gewertet wurden, erhielt Čábelická dennoch den Elite-Titel. Holubová selbst gewann zwei Elite-Titel bei tschechischen Meisterschaften (2021 im Marathon und 2023 im Shorttrack). Darüber hinaus erzielte sie mehrere Siege im tschechischen Mountainbike-Cup.
Neben ihrer Sportkarriere studiert Holubová seit 2022 Sporterziehung an der Masaryk-Universität. Im UCI-Mountainbike-Weltcup kam sie 2023 und 2024 regelmäßig unter die besten Zehn, im U23-Rennen der Mountainbike-Weltmeisterschaften 2023 kam sie auf den neunten Platz. Vom tschechischen Verband wurde sie 2024 für das olympische Mountainbike-Rennen nominiert, wo sie nach Überrundung auf den 31. Platz kam. Ihre Konkurrentin Čábelická hatte gegen diese Nominierung einen Rechtsstreit angestrengt, da sie sich benachteiligt gesehen hatte, war aber abgewiesen worden.

## Erfolge
2019
 Tschechische Meisterin (Junioren) – Cross-Country XCO
2021
 Tschechische Meisterin (U23) – Cross-Country XCO
 Tschechische Meisterin – Marathon XCM
2022
 Tschechische Meisterin (U23) – Cross-Country XCO
2023
 Tschechische Meisterin (U23) – Cross-Country XCO
 Tschechische Meisterin – Shorttrack XCC